# Rudi van Daalen Wetters
Rudolf Frederik van Daalen Wetters (Geneng, Java, 25 januari 1915 - 3 oktober 1999) was Engelandvaarder en oorlogsvlieger.
Rudi werd op Java in Nederlands-Indië geboren omdat zijn vader chemicus was en daar als administrateur werkte. Hij had twee broers en een zusje. Rond 1932 verhuisde zijn vader naar Den Haag en nam de kinderen mee terwijl hun moeder op Java achterbleef. Rudi ging naar de voormalige HBS aan de Stadhouderslaan in Den Haag, maar zijn vader woonde enkele jaren in Driebergen.

## De oorlogsjaren
Bij het uitbreken van de oorlog diende Rudi als vaandrig in het 2de Autobataljon van het Korps Motordienst. Hij was gestationeerd bij de Grebbeberg. Tijdens de gevechten van 11-13 mei sneuvelden enkele van zijn soldaten. Tijdens het bombardement op Rotterdam op 14 mei raakte zijn zusje Sonja zwaargewond, zodat zij blijvend invalide werd. Zijn oudste broer Robert kwam als KNIL-militair in 1941 in een kamp en werd aan de Birma-spoorweg te werk gesteld. Hij overleefde de oorlog maar overleed enkele jaren later. Zijn andere broer Max was student en werd gevangengenomen; hij ontsnapte en dook onder.

### Naar Engeland
Met Jacob Willem van Hamel (1920-1944), Delfts student, wilde Rudi van Daalen naar Engeland ontsnappen. Volgens het eerste plan zouden ze vliegen, maar dat ging niet door. Er waren twee ontsnappingen per vliegtuig geweest, waarna de Duitsers alle propellers van de civiele vliegtuigen afhaalden. Plan 2 was over zee. Ze kochten een opvouwbare kano in Warmond, maakten er twee zeiltjes op, en wachtten op een kalme zee en oosten wind. Op 19 juni leken de omstandigheden goed. Ze werden geholpen door Rudi's broer Max en Paul der Kinderen, een student medicijnen, en namen de boot mee naar Katwijk. Het Zeehospitium aldaar had een tunnel naar het strand. De boot werd in de tunnel verstopt en de volgende nacht door de vier jongens in elkaar gezet. Om half drie was de Duitse patrouille voorbij en vertrokken zij. Voorbij de branding werd geprobeerd de buitenboordmotor te starten, maar dat mislukte, waarna ze de motor en de benzinevoorraad overboord gooiden. De oostenwind hielp een dag, maar daarna draaide hij naar het westen. Er moest dus gelaveerd worden. Daarna werd het bijna windstil en moest er geroeid worden. Het drinkwater raakte op. Uiteindelijk werden ze opgemerkt door de Australische torpedojager HMS Eglinton. Ze waren op 30 kilometer van de Engelse kust gekomen, ter hoogte van Lowestoft.

### In Engeland
De volgende dag, 26 juni 1941, werden ze naar Londen gebracht waar een lang verhoor volgde. Op 21 juli werden ze ingedeeld bij de Prinses Irene Brigade. Daar gebeurde volgens hen te weinig, hun opleiding tot geheim agent werd steeds uitgesteld. Toen hebben ze zichzelf aangemeld bij Air Ministry, en zo kregen ze vanaf oktober 1941 een vliegopleiding bij de RAF. Op 25 oktober kwam hij voor de grondopleiding bij No.2 Initial Training Wing in de universiteitsgebouwen van Cambridge. Daarna trainde hij bij No.1 Elementary Flying Training School op de De Havilland Tiger Moth. De gevorderde vliegopleiding volgde hij in het RAF College in Cranwell op de tweemotorige Airspeed Oxford. De opleiding op tweemotorige vliegtuigen was bedoeld voor RAF bommenwerpers, maar Van Hamel werd jachtvlieger. Hiervoor kreeg hij extra opleiding, want hij moest kunnen nachtvliegen, formatievliegen en navigeren. Bij het afronden van zijn opleiding had hij 203 vlieguren gemaakt. Hij werd overgeplaatst naar Schotland, bij het No.131 Squadron, dat onder Squadron Leader J.J.O. O'Meara stond. Van Daalen Wetters vloog één operationele vlucht op 21 juni 1943, en werd toen overgeplaatst naar 322 Dutch Squadron RAF op vliegveld Woodvale dat was uitgerust met de Supermarine Spitfire. Daar volbracht hij ongeveer 170 operationele vluchten. Hij was ook betrokken bij Market Garden en werd later gestationeerd op de vliegvelden Woensdrecht, Schijndel en Twente.
Bijna een jaar lang maakte Jaap van Hamel deel uit van het Nederlandse Spitfire-Squadron. Op 11 april stortte hij met zijn Spitfire Mk-XIV neer in Northumberland. Van Daalen Wetters werd tijdelijk overgeplaatst om in Engeland vlieginstructeur te worden, maar in 1945 kwam hij weer terug bij 322 Dutch Squadron RAF waar hij op 26 september 1945 Flight Commander werd van B-Flight, totdat die eenheid werd opgeheven.

## Na de oorlog
Van Daalen Wetters werd in mei 1946 ontheven van zijn detachering bij de RAF, maar bleef nog enkele jaren bij de Nederlandse Legerluchtmacht.
Op 24 mei 1950 vertrok hij naar de Verenigde Staten. Hij werd vlieginstructeur jachtvliegen en liaison-officier op Williams Air Force Base in Arizona tot 1953. Hij verliet de dienst en emigreerde. Hij bleef piloot en werd testvlieger onder andere voor Lockheed Aircraft, dat hem vijf jaar naar Europa detacheerde.
Van Daalen Wetters vloog met hart en ziel. Slecht één activiteit kon daarmee concurreren, het rijden in zijn Bugatti.
Op 3 oktober 1999 overleed Rudi van Daalen Wetters.

## Onderscheidingen
- Bronzen Kruis op 6 november 1941[1]
- Vliegerkruis op 22 september 1945[2]
- Chevalier  de l'Ordre de Leopold, met Palm op 13 december 1947
- Croix de Guerre 1940 met Palm
- RAF wings